# 宋达泉
宋达泉（1912年—1988年），男，原籍浙江绍兴，生于奉天（今辽宁）沈阳，中国土壤学家，曾任中国科学院林业土壤研究所研究员、博士生导师。